# کهن جان محمد (مهرستان)
کهن جان محمد یک روستا در ایران است که در استان سیستان و بلوچستان واقع شده‌است. کهن جان محمد ۳۷۲ نفر جمعیت دارد.